# Relations entre les Seychelles et l'Union européenne
Les relations entre les Seychelles et l’Union européenne reposent principalement sur l’aide au développement accordée aux Seychelles par l'Union européenne depuis 1977. Avec un total de 25 millions d'euros, les différents fonds ont permis de répondre à certains besoins en matière d'environnement, de santé et de développement rural.

## Accords
Un accord de partenariat en matière de pêche a été signé entre l’Union et les Seychelles pour promouvoir une exploitation durable des ressources. Il est resté en vigueur jusqu'en janvier 2014.
À la suite de l'intégration de Mayotte à l'Union européenne sous la forme d'une région ultrapériphérique, la protection des ressources biologiques marines de l'île entrent dans les compétences exclusives prévues à l'article 3 du TFUE. En conséquence, afin de permettre la continuation d'un accord privé conclu entre les thoniers seychellois et les autorités mahoraise, une résolution a été adoptée le 13 janvier 2015 au Parlement européen. Ce projet vise à autoriser 8 navires thoniers à senne coulissante et 2 navires ravitailleurs seychellois de continuer à pêcher dans les eaux mahoraises, dans une limite comprise entre 24 et 100 milles nautiques, en échange d'une redevance progressive reversée aux pêcheurs mahorais.

## Sources

## Compléments